# Danilo-Hvar-Kultur
Die Danilo-Hvar-Kultur, die sich um 5500 v. Chr. in Dalmatien, im heutigen Kroatien, entwickelte ist wegen ihrer Kontakte bemerkenswert. Der Name Danilo geht auf einen Fundplatz bei Šibenik [ˈʃibɛnik] (italienisch Sebenico) in Dalmatien zurück, während Hvar die viertgrößte Adriainsel ist.
Die Menschen der Kultur müssen mit seegängigen Fahrzeugen vertraut gewesen sein, die im Mittelmeer mindestens seit 9.500 v. Chr. (1. Besiedlung Zyperns) indirekt belegt sind. Ihre Kontakte reichten nach Bosnien, Slawonien und in die Große Ungarische Tiefebene. Sie beeinflusste die Butmir- und die Lengyel-Kultur. Im balkanisch-danubischen Raum anzutreffende typische Keramiken und Spondylus-Muscheln stammen vermutlich aus Dalmatien und Obsidian aus Italien erreichte die Ostküste der Adria.

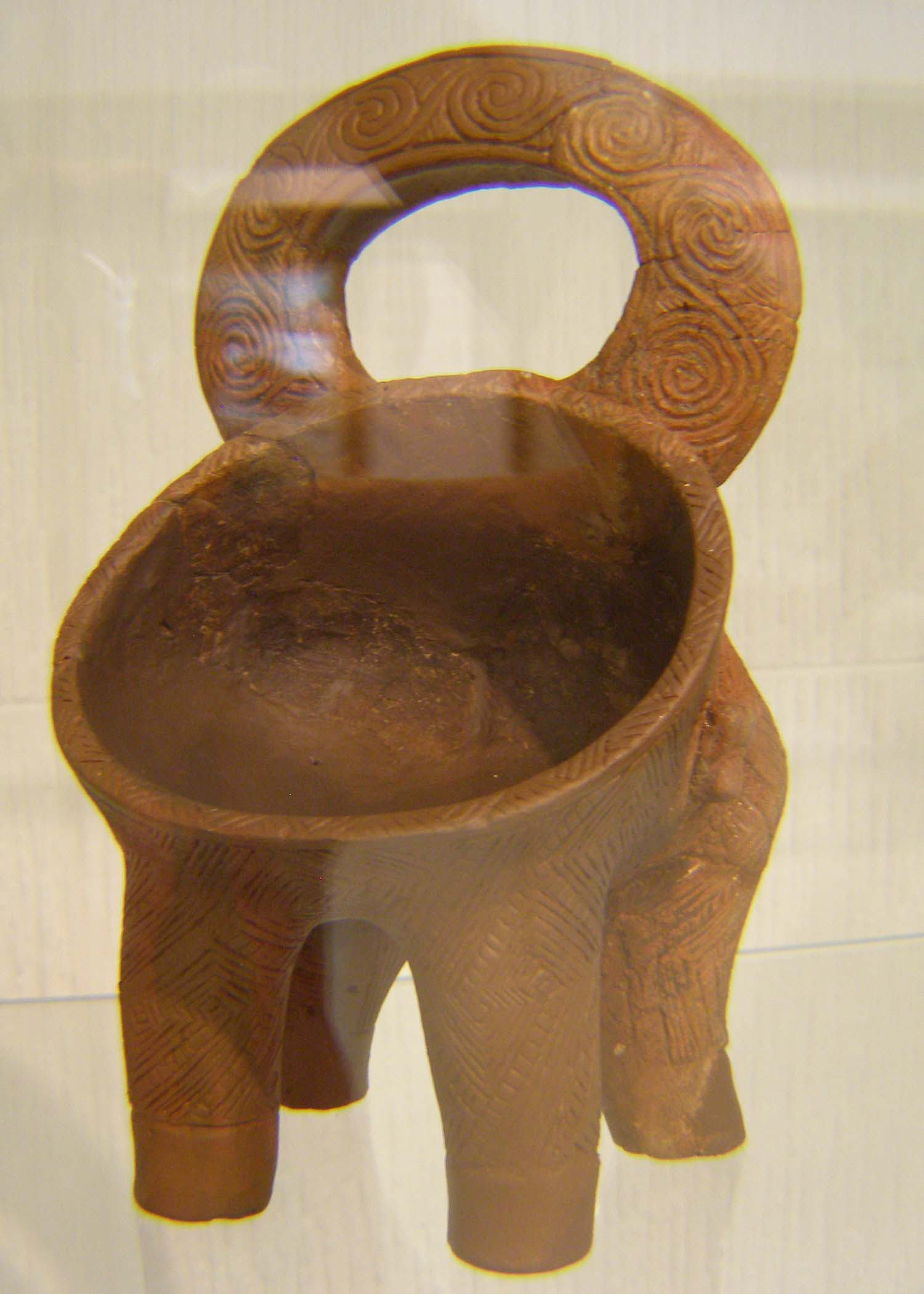
Zoomorphes Rhyton im Archäologisches Museum von Zadar

Einige Siedlungen wurden von einem oder zwei, zwei bis drei Meter breiten und 1,5 m tiefen Gräben umgeben. Die Dörfer lagen von der Küste entfernt in der Nähe von kultivierbarem Land in Tälern, in denen Trinkwasser vorhanden war. Höhlen wurden vermutlich als Kultstätten genutzt, denn in einigen hat man bemalte Töpferwaren aus der Spätzeit der Kultur gefunden. In Smilčić bei Zadar folgten auf frühneolithischen Schichten der Cardial- oder Impressokultur, Schichten mit kunstvoller Danilo-Hvar-Keramik. Eine fundlose Schicht trennte die Impressorelikte von den 13 Siedlungshorizonten der Danilo-Hvar Kultur. Spuren der Kultur wurden auch in der Höhle von Grapčeva gefunden. Besonders interessant war der Fund einer mehrfarbig bemalten Schale im geometrischen Motiv, das Analogien zu den bemalten Keramiken von Vela Spila aus dem mittleren Neolithikum zeigt, was auf einen Kontakt zwischen diesen beiden Gruppen deutet. Für die Schicht wurden sechs absolute Daten erhalten, wobei der tiefere Teil der Schicht mit dem rot bemalten feinen Geschirr auf etwa 5000 v. Chr. datiert wurde, während die weiß bemalten Keramiken auf etwa 4500 v. Chr. datiert wurden.
Die Danilo-Keramik liegt, ausgehend vom Impresso, in großer Vielfalt an Formen und Techniken vor. Entwicklungen sind bei der Töpferei und der Abschlagtechnik erkennbar. Die Feinkeramik zeigt Verwandtschaft mit der Ripoli-Kultur auf der gegenüberliegenden Adriaseite. Sie ist kaum gemagert, weiß geschlickt, mit schwarzen und roten Mustern bemalt und nach dem Brennen poliert. Die Danilo-Kultur könnte von Menschen getragen worden sein, die aus dem Süden entlang der albanischen Küste kamen. Die Isolierung Albaniens im 20. Jahrhundert hat eine Lücke bei der archäologischen Forschung hinterlassen. Andere Töpferwaren wurden poliert und Spiralen, Sparren, Streifendreiecke, Rauten, Zickzack-Muster, Gitternetze, Fischgrätenmuster und Ähnliches eingeritzt. Rhytoi mit kräftigem Henkel sind ebenfalls typisch. Sie sind gewöhnlich rundum verziert, mit den Mustern der anderen Keramiken – Striche, Mäander und Spiralen und haben Bärenfüße. Sie müssen vor Ort hergestellt worden sein, auch wenn der Ursprung dieser Form in Griechenland liegt, wo Gefäße mit ringförmigen Griffen von der Sesklo-Kultur aus dem frühen 6. Jahrtausend bekannt sind. Offenbar wurden sie bei Zeremonien verwendet, denn die Form war von Thessalien über Mittelgriechenland und entlang der Adriaküste bis Bosnien verbreitet.

## Zeitstellung
Funde von der Insel Hvar kennzeichnen die letzte Stufe dieser Kultur. Es gibt jedoch für keine Stufe eine Radiokarbondatierung. Anhand der italienischen Parallelen und dem typologischen Vergleich mit dem gut datierten späten Starčevo- und Butmir-Material ist es aber möglich, die Kultur in die Zeitspanne zwischen 5500 und 4000 v. Chr. einzuordnen.